# Schlauchtragekorb

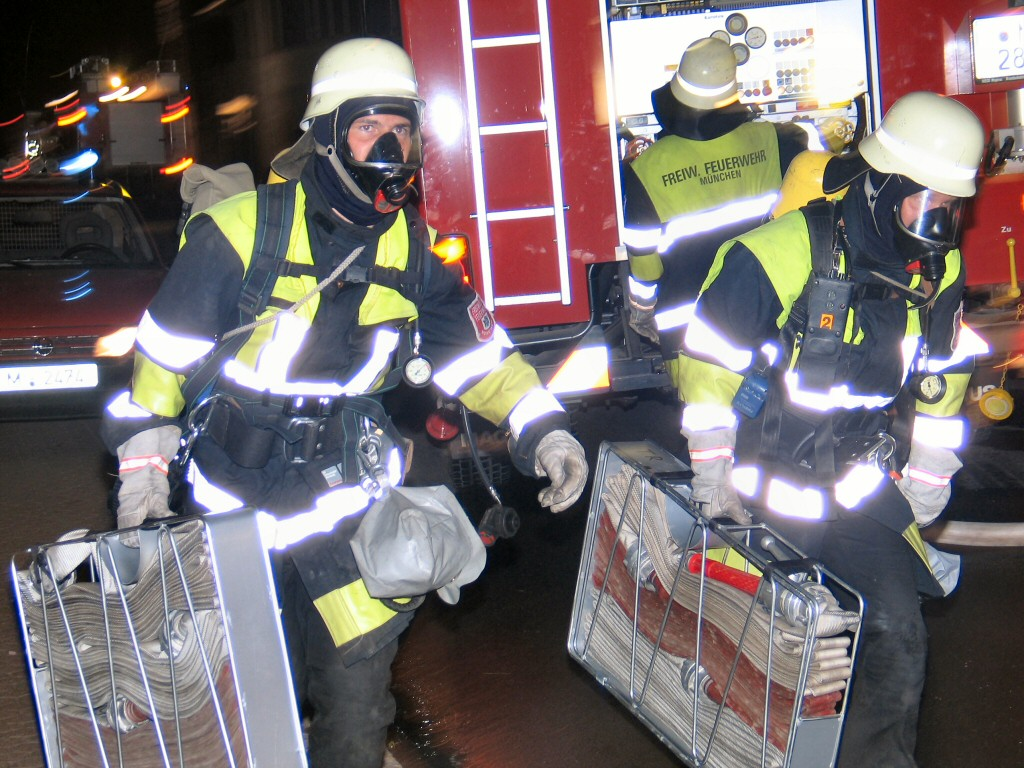
Feuerwehrleute mit Schlauchtragekörben

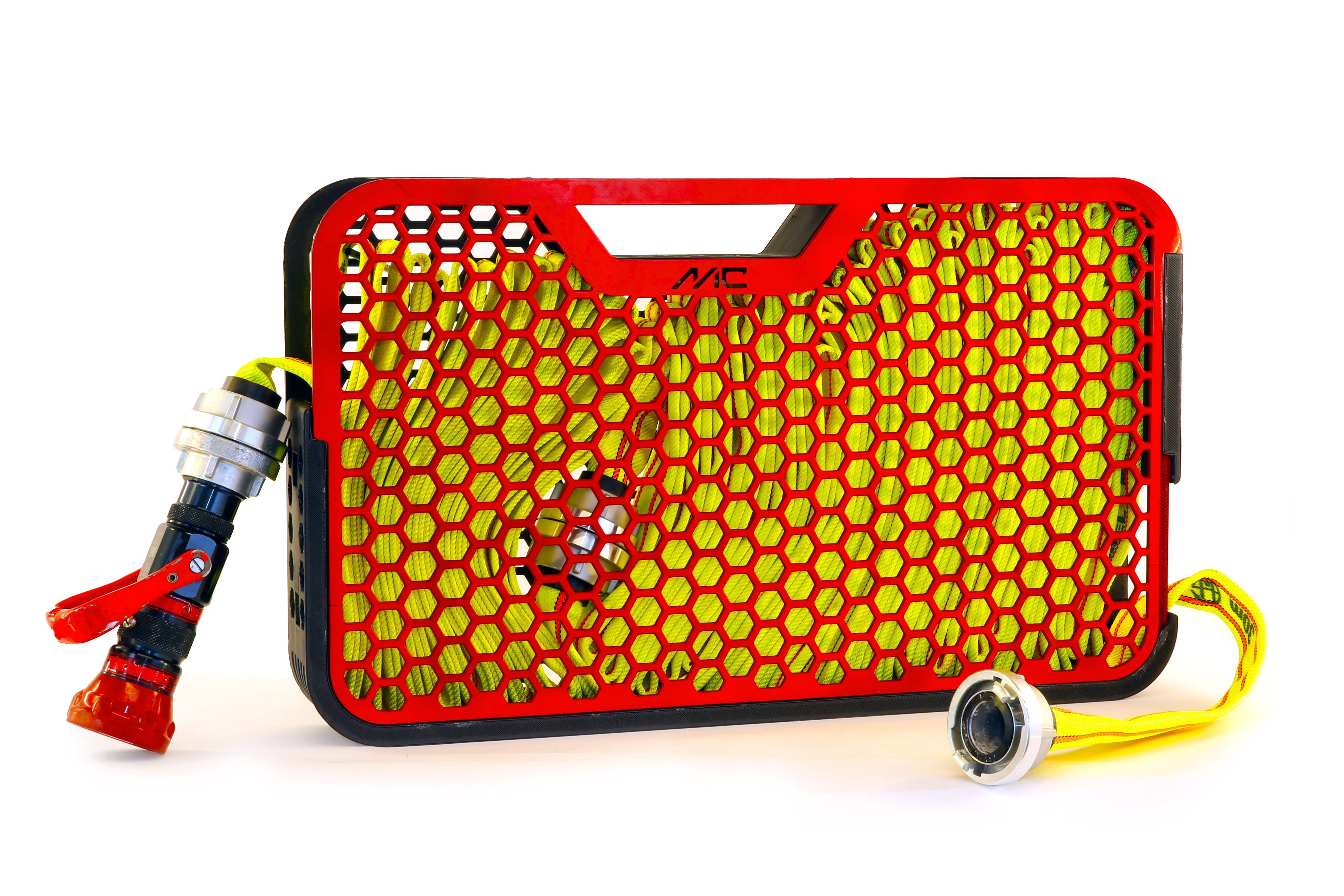
Moderner Schlauchtragekorb aus Kunststoff.

Ein Schlauchtragekorb ist ein speziell gestaltetes Behältnis, das der Feuerwehr zur einsatzbereiten Lagerung, zum Transport und zum Verlegen von Druckschläuchen B, C oder D mit Kupplungen nach DIN 14811 dient. Schlauchtragekörbe sind in Deutschland nach DIN 14827-1:2018-12 Feuerwehrwesen – Schlauchtragekörbe – Teil 1: Schlauchtragekörbe für Druckschläuche B, C und D genormt. Sie werden seit den 1970er Jahren vermehrt auf Feuerwehrfahrzeugen anstelle von tragbaren C-Schlauchhaspeln mitgeführt (z. B. Feuerwehr Flensburg, siehe).

## Varianten

### Für C-Schläuche
Ein Schlauchtragekorb fasst in der Regel drei C-Schläuche mit je 15 Metern Länge, die in der Regel in Buchten verstaut sind. Es gibt aber auch Modelle, in denen die C-Schläuche im Schlauchtragekorb aufgerollt werden. Diese heißen Schlauchwickelkörbe. Die Schläuche können durch eine Öffnung einfach herausgezogen werden und lassen sich bequem während des Gehens auslegen. Allerdings dauert das Verstauen der Schläuche im Tragekorb etwas länger als das Aufrollen.
In DIN 14827 wird der Schlauchtragekorb C als STK-C bezeichnet. Er wiegt leer ca. 3 kg und hat die Maße 87 × 52 × 11,5 cm.
Während die etwas unhandliche Haspel immer zu zweit vorgenommen werden musste, kann nun ein einziger Feuerwehrangehöriger problemlos zwei Schlauchtragekörbe tragen. Er kann somit alleine auf ein Mal bis zu sechs C-Längen, also 90 Meter Schlauch verlegen. Insbesondere die Vornahme einer Schlauchleitung in engen Treppenräumen o. ä. ist mit Schlauchtragekörben wesentlich einfacher möglich als mit einer Schlauchhaspel. Der Griff der Schlauchtragekörbe ist nicht mittig angebracht, damit er beim Verlegen vorne hoch kippt, so dass man an flachen Hindernissen und bei Treppen nicht anstößt.

### Für B-Schläuche
Der Schlauchtragekorb für B-Schläuche wird in DIN 14827 als STK-B benannt. Seine Außenmaße betragen 87 × 52 × 14,5 cm, er wiegt leer ca. 3,5 kg. Hier kommen im Normalfall zwei B-Schläuche in einen Korb. Da B-Schläuche jedoch meist außerhalb von Gebäuden eingesetzt werden, wo die Vorteile eines Tragekorbes nicht so groß sind, werden hier bevorzugt gerollte B-Schläuche oder fahrbare Schlauchhaspeln verwendet.